# 4820 Fay
4820 Fay este un asteroid din centura principală, descoperit pe 15 septembrie 1985 de Carolyn Shoemaker.